# Alison Daysmith
Alison Daysmith (* 1945, verheiratete Alison Ridgway, später Alison Delf) ist eine kanadische Badmintonspielerin. 

## Karriere
Alison Daysmith gewann 1963 und 1964 vier Juniorentitel in Kanada gefolgt von Siegen im Dameneinzel bei den Canadian Open und den nationalen Titelkämpfen 1967. 1970 gewann sie, mittlerweile verheiratet als Alison Ridgway, einen weiteren nationalen Titel im Dameneinzel.

## Sportliche Erfolge
| Saison | Veranstaltung                   | Disziplin   | Platz | Name                               |
| ------ | ------------------------------- | ----------- | ----- | ---------------------------------- |
| 1963   | Kanada: Juniorenmeisterschaften | Dameneinzel | 1     | Alison Daysmith, BC                |
| 1964   | Kanada: Juniorenmeisterschaften | Mixed       | 1     | A. Barloewen / Alison Daysmith, BC |
| 1964   | Kanada: Juniorenmeisterschaften | Dameneinzel | 1     | Alison Daysmith, BC                |
| 1964   | Kanada: Juniorenmeisterschaften | Damendoppel | 1     | Alison Daysmith / G. Thomas, BC    |
| 1967   | Canadian Open                   | Dameneinzel | 1     | Alison Daysmith                    |
| 1967   | Kanada: Einzelmeisterschaften   | Dameneinzel | 1     | Alison Daysmith                    |
| 1970   | Kanada: Einzelmeisterschaften   | Dameneinzel | 1     | Alison Ridgway                     |